# Provincia Urozgan
Provincia Urozgan (paștună اوروزګان‎ sau روزګان; persană: اروزگان‎) este una dintre provinciile Afganistanului. Este localizată în partea centrală a statului.